# Lista di asteroidi (760001-761000)
Di seguito una lista di asteroidi dal numero 760001  al 761000 con data di scoperta e scopritore.

## 760001–760100
| Nome   | Designazione provvisoria | Data di scoperta | Scopritore          |
| ------ | ------------------------ | ---------------- | ------------------- |
| 760001 | 2008 GN30                | 3 aprile 2008    | Mount Lemmon Survey |
| 760002 | 2008 GB34                | 3 aprile 2008    | Mount Lemmon Survey |
| 760003 | 2008 GY34                | 3 aprile 2008    | Mount Lemmon Survey |
| 760004 | 2008 GZ39                | 18 febbraio 2008 | Mount Lemmon Survey |
| 760005 | 2008 GO47                | 4 aprile 2008    | Spacewatch          |
| 760006 | 2008 GV59                | 28 marzo 2008    | Mount Lemmon Survey |
| 760007 | 2008 GK90                | 13 febbraio 2008 | Mount Lemmon Survey |
| 760008 | 2008 GQ96                | 4 aprile 2008    | Spacewatch          |
| 760009 | 2008 GE105               | 28 febbraio 2008 | Spacewatch          |
| 760010 | 2008 GJ122               | 13 aprile 2008   | Spacewatch          |
| 760011 | 2008 GM129               | 3 aprile 2008    | Mount Lemmon Survey |
| 760012 | 2008 GZ134               | 8 aprile 2008    | Spacewatch          |
| 760013 | 2008 GU152               | 15 aprile 2008   | Mount Lemmon Survey |
| 760014 | 2008 GY152               | 6 aprile 2008    | Mount Lemmon Survey |
| 760015 | 2008 GG153               | 6 novembre 2010  | Mount Lemmon Survey |
| 760016 | 2008 GU153               | 11 aprile 2008   | Mount Lemmon Survey |
| 760017 | 2008 GX153               | 14 aprile 2008   | Mount Lemmon Survey |
| 760018 | 2008 GR154               | 9 aprile 2008    | Mount Lemmon Survey |
| 760019 | 2008 GU154               | 6 aprile 2008    | Mount Lemmon Survey |
| 760020 | 2008 GK155               | 12 aprile 2008   | Mount Lemmon Survey |
| 760021 | 2008 GN155               | 27 marzo 2008    | Spacewatch          |
| 760022 | 2008 GV155               | 15 aprile 2013   | Pan-STARRS          |
| 760023 | 2008 GJ156               | 8 aprile 2008    | Spacewatch          |
| 760024 | 2008 GP156               | 13 aprile 2008   | Mount Lemmon Survey |
| 760025 | 2008 GD159               | 2 settembre 2014 | Pan-STARRS          |
| 760026 | 2008 GE162               | 5 aprile 2008    | L. H. Wasserman     |
| 760027 | 2008 GF163               | 2 novembre 2010  | Mount Lemmon Survey |
| 760028 | 2008 GD164               | 1 aprile 2008    | Mount Lemmon Survey |
| 760029 | 2008 GF165               | 23 agosto 2014   | Pan-STARRS          |
| 760030 | 2008 GG165               | 3 aprile 2008    | Spacewatch          |
| 760031 | 2008 GJ166               | 27 agosto 2014   | Pan-STARRS          |
| 760032 | 2008 GF167               | 7 aprile 2008    | Spacewatch          |
| 760033 | 2008 GZ167               | 6 aprile 2008    | Mount Lemmon Survey |
| 760034 | 2008 GU168               | 6 aprile 2008    | Mount Lemmon Survey |
| 760035 | 2008 GW168               | 5 aprile 2008    | L. H. Wasserman     |
| 760036 | 2008 GD171               | 6 aprile 2008    | Spacewatch          |
| 760037 | 2008 GC172               | 14 aprile 2008   | Mount Lemmon Survey |
| 760038 | 2008 GZ172               | 4 aprile 2008    | Mount Lemmon Survey |
| 760039 | 2008 GJ174               | 15 aprile 2008   | Mount Lemmon Survey |
| 760040 | 2008 GO175               | 5 aprile 2008    | Mount Lemmon Survey |
| 760041 | 2008 GR175               | 9 aprile 2008    | Spacewatch          |
| 760042 | 2008 GE177               | 4 aprile 2008    | Mount Lemmon Survey |
| 760043 | 2008 GS178               | 13 aprile 2008   | Spacewatch          |
| 760044 | 2008 GK179               | 15 aprile 2008   | Mount Lemmon Survey |
| 760045 | 2008 HZ7                 | 24 aprile 2008   | Spacewatch          |
| 760046 | 2008 HM8                 | 3 aprile 2008    | Mount Lemmon Survey |
| 760047 | 2008 HH15                | 6 aprile 2008    | Mount Lemmon Survey |
| 760048 | 2008 HS15                | 25 aprile 2008   | Spacewatch          |
| 760049 | 2008 HR17                | 3 aprile 2008    | Mount Lemmon Survey |
| 760050 | 2008 HQ23                | 3 aprile 2008    | Mount Lemmon Survey |
| 760051 | 2008 HQ28                | 28 aprile 2008   | Spacewatch          |
| 760052 | 2008 HY46                | 28 aprile 2008   | Mount Lemmon Survey |
| 760053 | 2008 HJ49                | 29 aprile 2008   | Mount Lemmon Survey |
| 760054 | 2008 HP49                | 29 aprile 2008   | Spacewatch          |
| 760055 | 2008 HS52                | 29 aprile 2008   | Mount Lemmon Survey |
| 760056 | 2008 HD54                | 7 aprile 2008    | Spacewatch          |
| 760057 | 2008 HY57                | 9 aprile 2008    | Spacewatch          |
| 760058 | 2008 HO63                | 29 aprile 2008   | Spacewatch          |
| 760059 | 2008 HH67                | 28 aprile 2008   | Spacewatch          |
| 760060 | 2008 HT70                | 4 aprile 2008    | Spacewatch          |
| 760061 | 2008 HC73                | 3 agosto 2016    | Pan-STARRS          |
| 760062 | 2008 HL73                | 12 ottobre 2010  | Mount Lemmon Survey |
| 760063 | 2008 HQ76                | 23 aprile 2015   | Pan-STARRS          |
| 760064 | 2008 HT76                | 30 aprile 2008   | Spacewatch          |
| 760065 | 2008 HG77                | 29 aprile 2008   | Mount Lemmon Survey |
| 760066 | 2008 HS77                | 27 aprile 2008   | Mount Lemmon Survey |
| 760067 | 2008 JG2                 | 2 maggio 2008    | Spacewatch          |
| 760068 | 2008 JP5                 | 3 maggio 2008    | Mount Lemmon Survey |
| 760069 | 2008 JR5                 | 7 aprile 2008    | Spacewatch          |
| 760070 | 2008 JG28                | 8 maggio 2008    | Spacewatch          |
| 760071 | 2008 JQ34                | 15 maggio 2008   | Spacewatch          |
| 760072 | 2008 JV44                | 15 agosto 2004   | CINEOS              |
| 760073 | 2008 JN46                | 13 maggio 2008   | Mount Lemmon Survey |
| 760074 | 2008 JV46                | 13 febbraio 2011 | Mount Lemmon Survey |
| 760075 | 2008 JR47                | 17 ottobre 2010  | Mount Lemmon Survey |
| 760076 | 2008 JT47                | 13 gennaio 2018  | Mount Lemmon Survey |
| 760077 | 2008 JD49                | 21 novembre 2017 | Pan-STARRS          |
| 760078 | 2008 JT50                | 14 maggio 2008   | Mount Lemmon Survey |
| 760079 | 2008 JU50                | 7 maggio 2008    | Mount Lemmon Survey |
| 760080 | 2008 JM51                | 5 maggio 2008    | Mount Lemmon Survey |
| 760081 | 2008 JZ51                | 15 maggio 2008   | Mount Lemmon Survey |
| 760082 | 2008 KW3                 | 29 aprile 2008   | Mount Lemmon Survey |
| 760083 | 2008 KS4                 | 27 maggio 2008   | Spacewatch          |
| 760084 | 2008 KQ9                 | 6 aprile 2008    | Mount Lemmon Survey |
| 760085 | 2008 KE13                | 13 maggio 2008   | Mount Lemmon Survey |
| 760086 | 2008 KY13                | 14 maggio 2008   | Spacewatch          |
| 760087 | 2008 KD16                | 3 maggio 2008    | Spacewatch          |
| 760088 | 2008 KM23                | 28 maggio 2008   | Spacewatch          |
| 760089 | 2008 KE30                | 29 maggio 2008   | Spacewatch          |
| 760090 | 2008 KF35                | 27 maggio 2008   | Spacewatch          |
| 760091 | 2008 KL44                | 9 settembre 2013 | Pan-STARRS          |
| 760092 | 2008 KO45                | 15 ottobre 2013  | Spacewatch          |
| 760093 | 2008 KA48                | 2 ottobre 2014   | Pan-STARRS          |
| 760094 | 2008 LY4                 | 3 giugno 2008    | Mount Lemmon Survey |
| 760095 | 2008 LD20                | 20 marzo 2017    | Pan-STARRS          |
| 760096 | 2008 OL26                | 26 agosto 2012   | Pan-STARRS          |
| 760097 | 2008 OM26                | 12 febbraio 2011 | Mount Lemmon Survey |
| 760098 | 2008 OK28                | 31 gennaio 2016  | Pan-STARRS          |
| 760099 | 2008 ON29                | 26 luglio 2008   | SSS                 |
| 760100 | 2008 OC30                | 2 aprile 2011    | Spacewatch          |

## 760101–760200
| Nome   | Designazione provvisoria | Data di scoperta  | Scopritore                          |
| ------ | ------------------------ | ----------------- | ----------------------------------- |
| 760101 | 2008 OK30                | 29 luglio 2008    | Spacewatch                          |
| 760102 | 2008 PM14                | 10 agosto 2008    | F. Kugel                            |
| 760103 | 2008 PY22                | 14 gennaio 2016   | Pan-STARRS                          |
| 760104 | 2008 PA24                | 7 agosto 2008     | Spacewatch                          |
| 760105 | 2008 QR14                | 20 agosto 2008    | Spacewatch                          |
| 760106 | 2008 QV29                | 26 agosto 2008    | Osservatorio astronomico di Maiorca |
| 760107 | 2008 RL7                 | 3 settembre 2008  | Spacewatch                          |
| 760108 | 2008 RX10                | 3 settembre 2008  | Spacewatch                          |
| 760109 | 2008 RC14                | 4 settembre 2008  | Spacewatch                          |
| 760110 | 2008 RB42                | 2 settembre 2008  | Spacewatch                          |
| 760111 | 2008 RJ44                | 2 settembre 2008  | Spacewatch                          |
| 760112 | 2008 RQ50                | 3 settembre 2008  | Spacewatch                          |
| 760113 | 2008 RH60                | 4 settembre 2008  | Spacewatch                          |
| 760114 | 2008 RJ63                | 4 settembre 2008  | Spacewatch                          |
| 760115 | 2008 RN76                | 6 settembre 2008  | Spacewatch                          |
| 760116 | 2008 RL81                | 19 ottobre 2003   | Spacewatch                          |
| 760117 | 2008 RC83                | 28 settembre 2003 | Spacewatch                          |
| 760118 | 2008 RT84                | 4 settembre 2008  | Spacewatch                          |
| 760119 | 2008 RC88                | 2 ottobre 2003    | Spacewatch                          |
| 760120 | 2008 RU93                | 6 settembre 2008  | Spacewatch                          |
| 760121 | 2008 RC99                | 2 settembre 2008  | Spacewatch                          |
| 760122 | 2008 RP105               | 6 settembre 2008  | Mount Lemmon Survey                 |
| 760123 | 2008 RV107               | 9 settembre 2008  | Mount Lemmon Survey                 |
| 760124 | 2008 RJ108               | 9 settembre 2008  | Mount Lemmon Survey                 |
| 760125 | 2008 RJ114               | 6 settembre 2008  | Mount Lemmon Survey                 |
| 760126 | 2008 RM116               | 7 settembre 2008  | Mount Lemmon Survey                 |
| 760127 | 2008 RC123               | 5 settembre 2008  | Spacewatch                          |
| 760128 | 2008 RD128               | 7 settembre 2008  | Mount Lemmon Survey                 |
| 760129 | 2008 RM129               | 7 settembre 2008  | Mount Lemmon Survey                 |
| 760130 | 2008 RB130               | 7 settembre 2008  | Mount Lemmon Survey                 |
| 760131 | 2008 RE135               | 2 settembre 2008  | Spacewatch                          |
| 760132 | 2008 RX150               | 5 settembre 2008  | Spacewatch                          |
| 760133 | 2008 RN153               | 17 ottobre 2012   | Mount Lemmon Survey                 |
| 760134 | 2008 RS154               | 5 settembre 2008  | Spacewatch                          |
| 760135 | 2008 RG156               | 8 agosto 2013     | Pan-STARRS                          |
| 760136 | 2008 RP158               | 4 settembre 2008  | Spacewatch                          |
| 760137 | 2008 RO159               | 2 febbraio 2014   | Mount Lemmon Survey                 |
| 760138 | 2008 RC164               | 5 settembre 2008  | Spacewatch                          |
| 760139 | 2008 RE164               | 22 ottobre 2014   | R. Holmes                           |
| 760140 | 2008 RX164               | 5 settembre 2008  | Spacewatch                          |
| 760141 | 2008 RP167               | 29 settembre 2003 | SDSS Collaboration                  |
| 760142 | 2008 RS167               | 6 settembre 2008  | Mount Lemmon Survey                 |
| 760143 | 2008 RU167               | 7 settembre 2008  | Mount Lemmon Survey                 |
| 760144 | 2008 RJ169               | 18 ottobre 2003   | Spacewatch                          |
| 760145 | 2008 RP169               | 4 settembre 2008  | Spacewatch                          |
| 760146 | 2008 RG170               | 4 settembre 2008  | Spacewatch                          |
| 760147 | 2008 RW170               | 2 settembre 2008  | Spacewatch                          |
| 760148 | 2008 RD171               | 6 settembre 2008  | Spacewatch                          |
| 760149 | 2008 RP172               | 4 settembre 2008  | Spacewatch                          |
| 760150 | 2008 RB174               | 6 settembre 2008  | Spacewatch                          |
| 760151 | 2008 RP174               | 4 settembre 2008  | Spacewatch                          |
| 760152 | 2008 RJ175               | 6 settembre 2008  | Mount Lemmon Survey                 |
| 760153 | 2008 RY176               | 6 settembre 2008  | Mount Lemmon Survey                 |
| 760154 | 2008 RO177               | 5 settembre 2008  | Spacewatch                          |
| 760155 | 2008 RV181               | 4 settembre 2008  | Spacewatch                          |
| 760156 | 2008 RB182               | 6 settembre 2008  | Spacewatch                          |
| 760157 | 2008 RZ184               | 9 settembre 2008  | Mount Lemmon Survey                 |
| 760158 | 2008 SE21                | 13 ottobre 2005   | Spacewatch                          |
| 760159 | 2008 SU21                | 19 settembre 2008 | Spacewatch                          |
| 760160 | 2008 SU48                | 20 settembre 2008 | Mount Lemmon Survey                 |
| 760161 | 2008 SG58                | 20 settembre 2008 | Spacewatch                          |
| 760162 | 2008 SH71                | 22 settembre 2008 | Spacewatch                          |
| 760163 | 2008 ST79                | 23 settembre 2008 | Mount Lemmon Survey                 |
| 760164 | 2008 SA81                | 23 settembre 2008 | Mount Lemmon Survey                 |
| 760165 | 2008 SY85                | 20 settembre 2008 | Spacewatch                          |
| 760166 | 2008 ST96                | 21 settembre 2008 | Spacewatch                          |
| 760167 | 2008 SB109               | 22 settembre 2008 | Mount Lemmon Survey                 |
| 760168 | 2008 SL115               | 22 settembre 2008 | Spacewatch                          |
| 760169 | 2008 SY119               | 22 settembre 2008 | Mount Lemmon Survey                 |
| 760170 | 2008 SP128               | 22 settembre 2008 | Spacewatch                          |
| 760171 | 2008 SU144               | 25 settembre 2008 | Mount Lemmon Survey                 |
| 760172 | 2008 SS189               | 9 settembre 2008  | Mount Lemmon Survey                 |
| 760173 | 2008 SP193               | 25 settembre 2008 | Spacewatch                          |
| 760174 | 2008 SY202               | 26 settembre 2008 | Spacewatch                          |
| 760175 | 2008 ST209               | 5 settembre 2008  | Spacewatch                          |
| 760176 | 2008 ST213               | 29 settembre 2008 | Spacewatch                          |
| 760177 | 2008 SA215               | 10 settembre 2008 | Spacewatch                          |
| 760178 | 2008 SF221               | 25 settembre 2008 | Mount Lemmon Survey                 |
| 760179 | 2008 SZ225               | 26 settembre 2008 | Spacewatch                          |
| 760180 | 2008 SM228               | 28 settembre 2008 | Mount Lemmon Survey                 |
| 760181 | 2008 SE237               | 6 settembre 2008  | Spacewatch                          |
| 760182 | 2008 SD238               | 25 settembre 2008 | Spacewatch                          |
| 760183 | 2008 SK249               | 22 settembre 2008 | Mount Lemmon Survey                 |
| 760184 | 2008 SW252               | 20 settembre 2008 | Mount Lemmon Survey                 |
| 760185 | 2008 SG261               | 23 settembre 2008 | Spacewatch                          |
| 760186 | 2008 SX264               | 26 settembre 2008 | Spacewatch                          |
| 760187 | 2008 SA268               | 23 settembre 2008 | Spacewatch                          |
| 760188 | 2008 SA275               | 22 settembre 2008 | Spacewatch                          |
| 760189 | 2008 SD280               | 26 settembre 2008 | Spacewatch                          |
| 760190 | 2008 SY281               | 24 settembre 2008 | Mount Lemmon Survey                 |
| 760191 | 2008 SO283               | 22 settembre 2008 | Spacewatch                          |
| 760192 | 2008 SO289               | 26 settembre 2008 | Spacewatch                          |
| 760193 | 2008 SR298               | 21 settembre 2008 | Spacewatch                          |
| 760194 | 2008 SP314               | 24 settembre 2008 | Mount Lemmon Survey                 |
| 760195 | 2008 SU316               | 23 settembre 2008 | Spacewatch                          |
| 760196 | 2008 SZ316               | 13 marzo 2011     | Mount Lemmon Survey                 |
| 760197 | 2008 SF318               | 30 settembre 2008 | CSS                                 |
| 760198 | 2008 SV318               | 25 settembre 1995 | Spacewatch                          |
| 760199 | 2008 SW318               | 24 settembre 2008 | Spacewatch                          |
| 760200 | 2008 SK319               | 14 luglio 2013    | Pan-STARRS                          |

## 760201–760300
| Nome   | Designazione provvisoria | Data di scoperta  | Scopritore                 |
| ------ | ------------------------ | ----------------- | -------------------------- |
| 760201 | 2008 SQ319               | 9 febbraio 2015   | Mount Lemmon Survey        |
| 760202 | 2008 ST319               | 23 settembre 2008 | Spacewatch                 |
| 760203 | 2008 SU319               | 23 settembre 2008 | Spacewatch                 |
| 760204 | 2008 SE320               | 21 settembre 2008 | Spacewatch                 |
| 760205 | 2008 SD322               | 23 settembre 2008 | Spacewatch                 |
| 760206 | 2008 SM326               | 24 settembre 2008 | Spacewatch                 |
| 760207 | 2008 SQ326               | 23 settembre 2008 | Mount Lemmon Survey        |
| 760208 | 2008 SV326               | 23 settembre 2008 | Mount Lemmon Survey        |
| 760209 | 2008 SX326               | 21 febbraio 2017  | Pan-STARRS                 |
| 760210 | 2008 SA327               | 14 luglio 2013    | Pan-STARRS                 |
| 760211 | 2008 SO328               | 24 settembre 2008 | Spacewatch                 |
| 760212 | 2008 SD329               | 20 dicembre 2014  | Spacewatch                 |
| 760213 | 2008 SV329               | 25 settembre 2008 | Spacewatch                 |
| 760214 | 2008 SR330               | 26 giugno 2015    | Pan-STARRS                 |
| 760215 | 2008 SQ332               | 5 febbraio 2011   | Mount Lemmon Survey        |
| 760216 | 2008 SY333               | 10 agosto 2013    | Spacewatch                 |
| 760217 | 2008 SA335               | 23 settembre 2008 | Mount Lemmon Survey        |
| 760218 | 2008 SJ335               | 1 settembre 2013  | Pan-STARRS                 |
| 760219 | 2008 SL336               | 12 agosto 2013    | Pan-STARRS                 |
| 760220 | 2008 ST336               | 27 settembre 2008 | Mount Lemmon Survey        |
| 760221 | 2008 SY336               | 16 dicembre 2009  | Mount Lemmon Survey        |
| 760222 | 2008 SB337               | 23 settembre 2008 | Spacewatch                 |
| 760223 | 2008 SP338               | 30 settembre 2008 | Mount Lemmon Survey        |
| 760224 | 2008 SY338               | 24 settembre 2008 | Mount Lemmon Survey        |
| 760225 | 2008 SA339               | 22 settembre 2008 | Spacewatch                 |
| 760226 | 2008 SQ340               | 25 settembre 2008 | Mount Lemmon Survey        |
| 760227 | 2008 SU340               | 28 settembre 2008 | Mount Lemmon Survey        |
| 760228 | 2008 SD341               | 26 settembre 2008 | Spacewatch                 |
| 760229 | 2008 SF341               | 22 settembre 2008 | Spacewatch                 |
| 760230 | 2008 SK341               | 24 settembre 2008 | Mount Lemmon Survey        |
| 760231 | 2008 SM341               | 29 settembre 2008 | Mount Lemmon Survey        |
| 760232 | 2008 SN341               | 29 settembre 2008 | Mount Lemmon Survey        |
| 760233 | 2008 SB342               | 27 settembre 2008 | Mount Lemmon Survey        |
| 760234 | 2008 SN342               | 29 settembre 2008 | Mount Lemmon Survey        |
| 760235 | 2008 SV342               | 29 settembre 2008 | Mount Lemmon Survey        |
| 760236 | 2008 SX342               | 19 settembre 2008 | Spacewatch                 |
| 760237 | 2008 SR343               | 29 settembre 2008 | Spacewatch                 |
| 760238 | 2008 SO344               | 24 settembre 2008 | Mount Lemmon Survey        |
| 760239 | 2008 SK346               | 28 settembre 2008 | Mount Lemmon Survey        |
| 760240 | 2008 SP346               | 28 settembre 2008 | Mount Lemmon Survey        |
| 760241 | 2008 SJ348               | 23 settembre 2008 | Mount Lemmon Survey        |
| 760242 | 2008 SO348               | 24 settembre 2008 | Mount Lemmon Survey        |
| 760243 | 2008 SQ348               | 24 settembre 2008 | Spacewatch                 |
| 760244 | 2008 SE349               | 26 settembre 2008 | Spacewatch                 |
| 760245 | 2008 SO358               | 29 settembre 2008 | Mount Lemmon Survey        |
| 760246 | 2008 SF359               | 24 settembre 2008 | Spacewatch                 |
| 760247 | 2008 SQ360               | 23 settembre 2008 | Spacewatch                 |
| 760248 | 2008 SU362               | 25 settembre 2008 | Mount Lemmon Survey        |
| 760249 | 2008 TS14                | 9 settembre 2008  | W. Bickel                  |
| 760250 | 2008 TU15                | 24 agosto 2008    | Spacewatch                 |
| 760251 | 2008 TC25                | 2 ottobre 2008    | Mount Lemmon Survey        |
| 760252 | 2008 TO25                | 2 ottobre 2008    | Mount Lemmon Survey        |
| 760253 | 2008 TE27                | 7 ottobre 2008    | Spacewatch                 |
| 760254 | 2008 TS41                | 1 ottobre 2008    | Mount Lemmon Survey        |
| 760255 | 2008 TF47                | 1 ottobre 2008    | Spacewatch                 |
| 760256 | 2008 TQ50                | 30 novembre 2003  | W. G. Dillon, P. Garossino |
| 760257 | 2008 TG53                | 24 settembre 2008 | Spacewatch                 |
| 760258 | 2008 TK54                | 9 settembre 2008  | Mount Lemmon Survey        |
| 760259 | 2008 TT54                | 9 settembre 2008  | Mount Lemmon Survey        |
| 760260 | 2008 TD55                | 1 dicembre 2003   | Spacewatch                 |
| 760261 | 2008 TG58                | 20 settembre 2008 | Spacewatch                 |
| 760262 | 2008 TX62                | 6 settembre 2008  | Mount Lemmon Survey        |
| 760263 | 2008 TR66                | 23 settembre 2008 | Spacewatch                 |
| 760264 | 2008 TS66                | 2 ottobre 2008    | Spacewatch                 |
| 760265 | 2008 TK71                | 2 ottobre 2008    | Spacewatch                 |
| 760266 | 2008 TP73                | 2 ottobre 2008    | Spacewatch                 |
| 760267 | 2008 TM77                | 2 ottobre 2008    | Mount Lemmon Survey        |
| 760268 | 2008 TL80                | 20 settembre 2008 | Spacewatch                 |
| 760269 | 2008 TZ86                | 3 ottobre 2008    | Spacewatch                 |
| 760270 | 2008 TA87                | 25 settembre 2008 | Spacewatch                 |
| 760271 | 2008 TY88                | 3 ottobre 2008    | Spacewatch                 |
| 760272 | 2008 TQ96                | 5 settembre 2008  | Spacewatch                 |
| 760273 | 2008 TC98                | 5 settembre 2008  | Spacewatch                 |
| 760274 | 2008 TF108               | 6 ottobre 2008    | Mount Lemmon Survey        |
| 760275 | 2008 TD109               | 23 settembre 2008 | Mount Lemmon Survey        |
| 760276 | 2008 TS113               | 6 ottobre 2008    | Spacewatch                 |
| 760277 | 2008 TS116               | 23 settembre 2008 | CSS                        |
| 760278 | 2008 TY128               | 8 ottobre 2008    | Mount Lemmon Survey        |
| 760279 | 2008 TJ136               | 8 ottobre 2008    | Spacewatch                 |
| 760280 | 2008 TY141               | 24 settembre 2008 | Spacewatch                 |
| 760281 | 2008 TZ141               | 2 ottobre 2008    | Mount Lemmon Survey        |
| 760282 | 2008 TT145               | 23 settembre 2008 | Mount Lemmon Survey        |
| 760283 | 2008 TF152               | 19 novembre 2003  | Spacewatch                 |
| 760284 | 2008 TF154               | 9 ottobre 2008    | Mount Lemmon Survey        |
| 760285 | 2008 TY155               | 9 ottobre 2008    | Mount Lemmon Survey        |
| 760286 | 2008 TB160               | 1 ottobre 2008    | Spacewatch                 |
| 760287 | 2008 TU166               | 8 ottobre 2008    | Spacewatch                 |
| 760288 | 2008 TK170               | 9 ottobre 2008    | Spacewatch                 |
| 760289 | 2008 TH174               | 2 ottobre 2008    | Spacewatch                 |
| 760290 | 2008 TA176               | 10 ottobre 2008   | Spacewatch                 |
| 760291 | 2008 TF176               | 3 ottobre 2008    | Mount Lemmon Survey        |
| 760292 | 2008 TO184               | 6 ottobre 2008    | Spacewatch                 |
| 760293 | 2008 TJ192               | 28 settembre 2008 | Mount Lemmon Survey        |
| 760294 | 2008 TP192               | 1 ottobre 2008    | Spacewatch                 |
| 760295 | 2008 TC198               | 8 ottobre 2008    | Mount Lemmon Survey        |
| 760296 | 2008 TQ198               | 26 ottobre 2014   | Mount Lemmon Survey        |
| 760297 | 2008 TV198               | 8 ottobre 2008    | Mount Lemmon Survey        |
| 760298 | 2008 TX199               | 22 gennaio 2015   | Pan-STARRS                 |
| 760299 | 2008 TD204               | 26 novembre 2014  | Pan-STARRS                 |
| 760300 | 2008 TN205               | 6 ottobre 2008    | Mount Lemmon Survey        |

## 760301–760400
| Nome   | Designazione provvisoria | Data di scoperta  | Scopritore          |
| ------ | ------------------------ | ----------------- | ------------------- |
| 760301 | 2008 TE206               | 9 ottobre 2008    | Spacewatch          |
| 760302 | 2008 TT206               | 1 ottobre 2008    | Mount Lemmon Survey |
| 760303 | 2008 TC207               | 8 ottobre 2008    | Spacewatch          |
| 760304 | 2008 TS207               | 6 settembre 2008  | Spacewatch          |
| 760305 | 2008 TV207               | 17 marzo 2015     | Pan-STARRS          |
| 760306 | 2008 TZ208               | 10 febbraio 2016  | Pan-STARRS          |
| 760307 | 2008 TK209               | 1 aprile 2016     | Mount Lemmon Survey |
| 760308 | 2008 TE210               | 1 ottobre 2008    | Mount Lemmon Survey |
| 760309 | 2008 TL212               | 8 novembre 2009   | Mount Lemmon Survey |
| 760310 | 2008 TH213               | 27 novembre 2014  | Pan-STARRS          |
| 760311 | 2008 TO213               | 9 ottobre 2008    | Mount Lemmon Survey |
| 760312 | 2008 TQ214               | 12 gennaio 2010   | Spacewatch          |
| 760313 | 2008 TC215               | 21 novembre 2014  | Pan-STARRS          |
| 760314 | 2008 TH215               | 22 ottobre 2012   | Pan-STARRS          |
| 760315 | 2008 TR216               | 6 ottobre 2008    | Mount Lemmon Survey |
| 760316 | 2008 TV216               | 9 ottobre 2008    | Spacewatch          |
| 760317 | 2008 TO218               | 7 ottobre 2008    | Spacewatch          |
| 760318 | 2008 TU218               | 1 ottobre 2008    | Mount Lemmon Survey |
| 760319 | 2008 TH219               | 8 ottobre 2008    | Mount Lemmon Survey |
| 760320 | 2008 TJ219               | 6 ottobre 2008    | Spacewatch          |
| 760321 | 2008 TN219               | 1 ottobre 2008    | Spacewatch          |
| 760322 | 2008 TP219               | 6 ottobre 2008    | Mount Lemmon Survey |
| 760323 | 2008 TT221               | 6 ottobre 2008    | Mount Lemmon Survey |
| 760324 | 2008 TM222               | 8 ottobre 2008    | Spacewatch          |
| 760325 | 2008 TE223               | 9 ottobre 2008    | Mount Lemmon Survey |
| 760326 | 2008 TT223               | 23 settembre 2008 | Mount Lemmon Survey |
| 760327 | 2008 TU223               | 3 ottobre 2008    | Spacewatch          |
| 760328 | 2008 TW223               | 25 aprile 2007    | Spacewatch          |
| 760329 | 2008 TP225               | 1 ottobre 2008    | Mount Lemmon Survey |
| 760330 | 2008 TT225               | 10 ottobre 2008   | Mount Lemmon Survey |
| 760331 | 2008 TK226               | 8 ottobre 2008    | Mount Lemmon Survey |
| 760332 | 2008 TU226               | 9 ottobre 2008    | Mount Lemmon Survey |
| 760333 | 2008 TK229               | 8 ottobre 2008    | Spacewatch          |
| 760334 | 2008 TJ231               | 6 ottobre 2008    | Spacewatch          |
| 760335 | 2008 TZ235               | 10 ottobre 2008   | Mount Lemmon Survey |
| 760336 | 2008 TK237               | 1 ottobre 2008    | Mount Lemmon Survey |
| 760337 | 2008 TW239               | 8 ottobre 2008    | Mount Lemmon Survey |
| 760338 | 2008 TZ239               | 2 ottobre 2008    | Spacewatch          |
| 760339 | 2008 TF240               | 6 ottobre 2008    | Mount Lemmon Survey |
| 760340 | 2008 TN241               | 8 ottobre 2008    | Mount Lemmon Survey |
| 760341 | 2008 UC9                 | 25 ottobre 2003   | Spacewatch          |
| 760342 | 2008 UC19                | 6 ottobre 2008    | Spacewatch          |
| 760343 | 2008 UH29                | 20 ottobre 2008   | Spacewatch          |
| 760344 | 2008 UG31                | 20 ottobre 2008   | Spacewatch          |
| 760345 | 2008 UU33                | 24 settembre 2008 | Spacewatch          |
| 760346 | 2008 UX33                | 28 gennaio 2006   | Spacewatch          |
| 760347 | 2008 UC43                | 8 ottobre 2008    | Spacewatch          |
| 760348 | 2008 US70                | 1 ottobre 2008    | Spacewatch          |
| 760349 | 2008 UX72                | 21 ottobre 2008   | Spacewatch          |
| 760350 | 2008 UY82                | 8 ottobre 2008    | Spacewatch          |
| 760351 | 2008 UL83                | 22 ottobre 2008   | Mount Lemmon Survey |
| 760352 | 2008 UT84                | 1 ottobre 2008    | Mount Lemmon Survey |
| 760353 | 2008 UD102               | 20 ottobre 2008   | Spacewatch          |
| 760354 | 2008 UZ103               | 22 settembre 2008 | Mount Lemmon Survey |
| 760355 | 2008 US106               | 7 settembre 2008  | Mount Lemmon Survey |
| 760356 | 2008 UA108               | 21 ottobre 2008   | Mount Lemmon Survey |
| 760357 | 2008 UU118               | 22 ottobre 2008   | Spacewatch          |
| 760358 | 2008 UG122               | 22 ottobre 2008   | Spacewatch          |
| 760359 | 2008 UU130               | 23 ottobre 2008   | Spacewatch          |
| 760360 | 2008 UO135               | 1 ottobre 2008    | Mount Lemmon Survey |
| 760361 | 2008 UH136               | 1 ottobre 2008    | Mount Lemmon Survey |
| 760362 | 2008 UM136               | 23 ottobre 2008   | Spacewatch          |
| 760363 | 2008 UU136               | 23 ottobre 2008   | Spacewatch          |
| 760364 | 2008 UN138               | 7 settembre 2008  | Mount Lemmon Survey |
| 760365 | 2008 UO139               | 23 ottobre 2008   | Spacewatch          |
| 760366 | 2008 UV139               | 23 ottobre 2008   | Spacewatch          |
| 760367 | 2008 UW144               | 23 ottobre 2008   | Spacewatch          |
| 760368 | 2008 UQ153               | 23 ottobre 2008   | Mount Lemmon Survey |
| 760369 | 2008 UO163               | 24 ottobre 2008   | Spacewatch          |
| 760370 | 2008 UE164               | 24 ottobre 2008   | Spacewatch          |
| 760371 | 2008 UX171               | 22 ottobre 2008   | Spacewatch          |
| 760372 | 2008 UH178               | 24 ottobre 2008   | Mount Lemmon Survey |
| 760373 | 2008 UX181               | 24 ottobre 2008   | Mount Lemmon Survey |
| 760374 | 2008 UA182               | 23 settembre 2008 | Spacewatch          |
| 760375 | 2008 UH190               | 28 settembre 2008 | Mount Lemmon Survey |
| 760376 | 2008 UM194               | 7 ottobre 2008    | Mount Lemmon Survey |
| 760377 | 2008 UM196               | 29 settembre 2008 | Spacewatch          |
| 760378 | 2008 UD197               | 27 ottobre 2008   | Mount Lemmon Survey |
| 760379 | 2008 UQ197               | 27 ottobre 2008   | Spacewatch          |
| 760380 | 2008 UT197               | 27 ottobre 2008   | Mount Lemmon Survey |
| 760381 | 2008 UQ199               | 7 ottobre 2008    | Spacewatch          |
| 760382 | 2008 UR216               | 22 settembre 2008 | Spacewatch          |
| 760383 | 2008 UZ220               | 25 ottobre 2008   | Spacewatch          |
| 760384 | 2008 UA232               | 26 ottobre 2008   | Mount Lemmon Survey |
| 760385 | 2008 UF233               | 24 settembre 2008 | Mount Lemmon Survey |
| 760386 | 2008 US236               | 26 ottobre 2008   | Spacewatch          |
| 760387 | 2008 UF237               | 26 ottobre 2008   | Spacewatch          |
| 760388 | 2008 UN238               | 26 ottobre 2008   | Spacewatch          |
| 760389 | 2008 UQ247               | 26 ottobre 2008   | Spacewatch          |
| 760390 | 2008 UX249               | 27 ottobre 2008   | Spacewatch          |
| 760391 | 2008 UL265               | 9 ottobre 2008    | Spacewatch          |
| 760392 | 2008 UY270               | 8 ottobre 2008    | Mount Lemmon Survey |
| 760393 | 2008 UA271               | 20 ottobre 2008   | Mount Lemmon Survey |
| 760394 | 2008 US273               | 20 ottobre 2008   | Spacewatch          |
| 760395 | 2008 UO282               | 29 ottobre 2000   | Spacewatch          |
| 760396 | 2008 UB285               | 25 settembre 2008 | Spacewatch          |
| 760397 | 2008 UZ285               | 1 ottobre 2008    | Spacewatch          |
| 760398 | 2008 UN288               | 8 ottobre 2008    | Spacewatch          |
| 760399 | 2008 UV288               | 1 ottobre 2008    | Spacewatch          |
| 760400 | 2008 UH293               | 29 ottobre 2008   | Spacewatch          |

## 760401–760500
| Nome   | Designazione provvisoria | Data di scoperta  | Scopritore               |
| ------ | ------------------------ | ----------------- | ------------------------ |
| 760401 | 2008 UO293               | 29 ottobre 2008   | Spacewatch               |
| 760402 | 2008 UQ293               | 21 ottobre 2008   | Spacewatch               |
| 760403 | 2008 UP294               | 22 settembre 2008 | Mount Lemmon Survey      |
| 760404 | 2008 UA295               | 2 ottobre 2008    | Spacewatch               |
| 760405 | 2008 UC295               | 29 ottobre 2008   | Spacewatch               |
| 760406 | 2008 UG297               | 23 settembre 2008 | Spacewatch               |
| 760407 | 2008 UW304               | 29 ottobre 2008   | Mount Lemmon Survey      |
| 760408 | 2008 UH305               | 8 ottobre 2008    | Mount Lemmon Survey      |
| 760409 | 2008 UB306               | 30 ottobre 2008   | Spacewatch               |
| 760410 | 2008 UF307               | 30 ottobre 2008   | Spacewatch               |
| 760411 | 2008 UL315               | 3 dicembre 2005   | Spacewatch               |
| 760412 | 2008 UC316               | 30 ottobre 2008   | Spacewatch               |
| 760413 | 2008 UZ317               | 24 settembre 2008 | Spacewatch               |
| 760414 | 2008 UB320               | 31 ottobre 2008   | Mount Lemmon Survey      |
| 760415 | 2008 UX321               | 8 ottobre 2008    | Mount Lemmon Survey      |
| 760416 | 2008 UL326               | 31 ottobre 2008   | Mount Lemmon Survey      |
| 760417 | 2008 UJ328               | 13 ottobre 2004   | Spacewatch               |
| 760418 | 2008 UX334               | 20 ottobre 2008   | Spacewatch               |
| 760419 | 2008 UM344               | 30 ottobre 2008   | Spacewatch               |
| 760420 | 2008 UJ348               | 22 settembre 2008 | Spacewatch               |
| 760421 | 2008 UB349               | 27 ottobre 2008   | Spacewatch               |
| 760422 | 2008 UZ349               | 22 settembre 2008 | Mount Lemmon Survey      |
| 760423 | 2008 UA350               | 10 ottobre 2008   | Mount Lemmon Survey      |
| 760424 | 2008 UD357               | 24 ottobre 2008   | Spacewatch               |
| 760425 | 2008 UL364               | 28 ottobre 2008   | CSS                      |
| 760426 | 2008 UO366               | 20 ottobre 2008   | Mount Lemmon Survey      |
| 760427 | 2008 UC369               | 26 ottobre 2008   | Mount Lemmon Survey      |
| 760428 | 2008 UT372               | 3 ottobre 2013    | Mount Lemmon Survey      |
| 760429 | 2008 UG375               | 28 ottobre 2008   | Spacewatch               |
| 760430 | 2008 UH381               | 23 ottobre 2008   | Mount Lemmon Survey      |
| 760431 | 2008 UE382               | 20 gennaio 2015   | Mount Lemmon Survey      |
| 760432 | 2008 UF382               | 15 agosto 2013    | Pan-STARRS               |
| 760433 | 2008 US382               | 27 ottobre 2008   | Spacewatch               |
| 760434 | 2008 US388               | 22 novembre 2014  | Mount Lemmon Survey      |
| 760435 | 2008 UD389               | 3 ottobre 2008    | Spacewatch               |
| 760436 | 2008 UG389               | 9 agosto 2013     | Spacewatch               |
| 760437 | 2008 UO389               | 14 luglio 2013    | Pan-STARRS               |
| 760438 | 2008 UC390               | 23 ottobre 2008   | Spacewatch               |
| 760439 | 2008 UF390               | 10 febbraio 2016  | Pan-STARRS               |
| 760440 | 2008 UM390               | 26 ottobre 2008   | R. Ferrando, M. Ferrando |
| 760441 | 2008 UQ390               | 25 ottobre 2008   | Spacewatch               |
| 760442 | 2008 UR390               | 23 ottobre 2008   | Spacewatch               |
| 760443 | 2008 UY390               | 27 ottobre 2008   | Mount Lemmon Survey      |
| 760444 | 2008 UA392               | 30 ottobre 2008   | Spacewatch               |
| 760445 | 2008 UK393               | 16 maggio 2012    | Pan-STARRS               |
| 760446 | 2008 UL393               | 9 ottobre 2013    | Mount Lemmon Survey      |
| 760447 | 2008 UM393               | 11 agosto 2018    | Pan-STARRS               |
| 760448 | 2008 UQ393               | 23 ottobre 2008   | Spacewatch               |
| 760449 | 2008 UT393               | 27 ottobre 2008   | Mount Lemmon Survey      |
| 760450 | 2008 UX393               | 26 ottobre 2008   | Spacewatch               |
| 760451 | 2008 UF394               | 15 ottobre 2013   | Mount Lemmon Survey      |
| 760452 | 2008 UT394               | 1 aprile 2017     | Pan-STARRS               |
| 760453 | 2008 UF395               | 27 ottobre 2008   | Spacewatch               |
| 760454 | 2008 UX395               | 19 novembre 2014  | Mount Lemmon Survey      |
| 760455 | 2008 UB396               | 20 ottobre 2008   | Mount Lemmon Survey      |
| 760456 | 2008 UF396               | 26 ottobre 2008   | Mount Lemmon Survey      |
| 760457 | 2008 UP396               | 26 gennaio 2014   | Pan-STARRS               |
| 760458 | 2008 UX396               | 17 marzo 2015     | Mount Lemmon Survey      |
| 760459 | 2008 UM397               | 10 luglio 2018    | Pan-STARRS               |
| 760460 | 2008 UF398               | 22 ottobre 2008   | Spacewatch               |
| 760461 | 2008 UK398               | 23 ottobre 2008   | Mount Lemmon Survey      |
| 760462 | 2008 UY398               | 12 marzo 2016     | Pan-STARRS               |
| 760463 | 2008 UY399               | 21 ottobre 2008   | Spacewatch               |
| 760464 | 2008 UA400               | 21 novembre 2014  | Mount Lemmon Survey      |
| 760465 | 2008 UF400               | 27 ottobre 2008   | Mount Lemmon Survey      |
| 760466 | 2008 UR400               | 27 ottobre 2008   | Spacewatch               |
| 760467 | 2008 US400               | 3 settembre 2013  | Mount Lemmon Survey      |
| 760468 | 2008 UX400               | 31 ottobre 2008   | Spacewatch               |
| 760469 | 2008 UA401               | 26 novembre 2014  | Pan-STARRS               |
| 760470 | 2008 UJ401               | 29 dicembre 2014  | Pan-STARRS               |
| 760471 | 2008 UK401               | 26 ottobre 2008   | Spacewatch               |
| 760472 | 2008 UV401               | 29 ottobre 2008   | Spacewatch               |
| 760473 | 2008 UX402               | 26 ottobre 2008   | Spacewatch               |
| 760474 | 2008 UE404               | 25 ottobre 2008   | Mount Lemmon Survey      |
| 760475 | 2008 UK405               | 22 ottobre 2008   | Spacewatch               |
| 760476 | 2008 UG406               | 29 ottobre 2008   | Spacewatch               |
| 760477 | 2008 UQ406               | 26 ottobre 2008   | Mount Lemmon Survey      |
| 760478 | 2008 UK407               | 23 ottobre 2008   | Spacewatch               |
| 760479 | 2008 UQ407               | 28 ottobre 2008   | Mount Lemmon Survey      |
| 760480 | 2008 UT407               | 22 ottobre 2008   | Spacewatch               |
| 760481 | 2008 UG409               | 26 ottobre 2008   | Mount Lemmon Survey      |
| 760482 | 2008 UQ409               | 26 ottobre 2008   | Spacewatch               |
| 760483 | 2008 UT411               | 30 ottobre 2008   | Spacewatch               |
| 760484 | 2008 UE412               | 26 ottobre 2008   | Spacewatch               |
| 760485 | 2008 UQ412               | 20 ottobre 2008   | Mount Lemmon Survey      |
| 760486 | 2008 UR412               | 29 ottobre 2008   | Spacewatch               |
| 760487 | 2008 UV417               | 28 ottobre 2008   | Mount Lemmon Survey      |
| 760488 | 2008 UA421               | 24 ottobre 2008   | Spacewatch               |
| 760489 | 2008 UM421               | 29 ottobre 2008   | Spacewatch               |
| 760490 | 2008 UN421               | 28 ottobre 2008   | Mount Lemmon Survey      |
| 760491 | 2008 UY421               | 21 ottobre 2008   | Spacewatch               |
| 760492 | 2008 UP423               | 28 ottobre 2008   | Mount Lemmon Survey      |
| 760493 | 2008 UA426               | 27 ottobre 2008   | Spacewatch               |
| 760494 | 2008 VC10                | 2 novembre 2008   | Spacewatch               |
| 760495 | 2008 VW21                | 1 novembre 2008   | Mount Lemmon Survey      |
| 760496 | 2008 VB24                | 1 novembre 2008   | Spacewatch               |
| 760497 | 2008 VV28                | 28 settembre 2008 | Mount Lemmon Survey      |
| 760498 | 2008 VU29                | 2 novembre 2008   | Spacewatch               |
| 760499 | 2008 VW37                | 2 novembre 2008   | Mount Lemmon Survey      |
| 760500 | 2008 VE52                | 7 ottobre 2008    | Spacewatch               |

## 760501–760600
| Nome   | Designazione provvisoria | Data di scoperta  | Scopritore               |
| ------ | ------------------------ | ----------------- | ------------------------ |
| 760501 | 2008 VP54                | 6 novembre 2008   | Mount Lemmon Survey      |
| 760502 | 2008 VK55                | 6 novembre 2008   | Mount Lemmon Survey      |
| 760503 | 2008 VX55                | 29 settembre 2008 | Mount Lemmon Survey      |
| 760504 | 2008 VM61                | 8 novembre 2008   | Mount Lemmon Survey      |
| 760505 | 2008 VJ63                | 8 novembre 2008   | Spacewatch               |
| 760506 | 2008 VH69                | 7 novembre 2008   | Mount Lemmon Survey      |
| 760507 | 2008 VZ70                | 8 novembre 2008   | Spacewatch               |
| 760508 | 2008 VA81                | 21 gennaio 2015   | Pan-STARRS               |
| 760509 | 2008 VR81                | 24 luglio 2015    | Pan-STARRS               |
| 760510 | 2008 VD82                | 7 novembre 2008   | Mount Lemmon Survey      |
| 760511 | 2008 VT83                | 15 giugno 2012    | Pan-STARRS               |
| 760512 | 2008 VO85                | 7 novembre 2008   | Mount Lemmon Survey      |
| 760513 | 2008 VW86                | 1 novembre 2008   | Mount Lemmon Survey      |
| 760514 | 2008 VP87                | 13 ottobre 2013   | Spacewatch               |
| 760515 | 2008 VX87                | 8 novembre 2008   | Spacewatch               |
| 760516 | 2008 VD88                | 31 ottobre 2008   | Spacewatch               |
| 760517 | 2008 VG91                | 3 settembre 2013  | Pan-STARRS               |
| 760518 | 2008 VV91                | 30 marzo 2015     | Pan-STARRS               |
| 760519 | 2008 VA92                | 24 ottobre 2008   | Mount Lemmon Survey      |
| 760520 | 2008 VL95                | 8 novembre 2008   | Spacewatch               |
| 760521 | 2008 VU95                | 7 gennaio 2016    | Pan-STARRS               |
| 760522 | 2008 VV95                | 21 gennaio 2015   | Pan-STARRS               |
| 760523 | 2008 VW95                | 20 aprile 2017    | Pan-STARRS               |
| 760524 | 2008 VY95                | 3 aprile 2016     | Pan-STARRS               |
| 760525 | 2008 VG97                | 15 ottobre 2013   | Mount Lemmon Survey      |
| 760526 | 2008 VR97                | 21 dicembre 2014  | Pan-STARRS               |
| 760527 | 2008 VN99                | 2 novembre 2008   | Mount Lemmon Survey      |
| 760528 | 2008 VU99                | 3 novembre 2008   | Mount Lemmon Survey      |
| 760529 | 2008 VE100               | 2 novembre 2008   | Mount Lemmon Survey      |
| 760530 | 2008 VO100               | 8 novembre 2008   | Mount Lemmon Survey      |
| 760531 | 2008 VL103               | 1 novembre 2008   | Mount Lemmon Survey      |
| 760532 | 2008 VO103               | 7 novembre 2008   | Mount Lemmon Survey      |
| 760533 | 2008 VV104               | 1 novembre 2008   | Mount Lemmon Survey      |
| 760534 | 2008 VP105               | 2 novembre 2008   | Spacewatch               |
| 760535 | 2008 VA106               | 8 novembre 2008   | Mount Lemmon Survey      |
| 760536 | 2008 VS106               | 1 novembre 2008   | Mount Lemmon Survey      |
| 760537 | 2008 VR107               | 2 novembre 2008   | Spacewatch               |
| 760538 | 2008 VM108               | 6 novembre 2008   | Mount Lemmon Survey      |
| 760539 | 2008 VS108               | 1 novembre 2008   | Mount Lemmon Survey      |
| 760540 | 2008 VL109               | 1 novembre 2008   | Mount Lemmon Survey      |
| 760541 | 2008 VM109               | 1 novembre 2008   | Mount Lemmon Survey      |
| 760542 | 2008 VB111               | 7 novembre 2008   | Mount Lemmon Survey      |
| 760543 | 2008 WL3                 | 2 ottobre 2008    | Spacewatch               |
| 760544 | 2008 WS6                 | 30 ottobre 2008   | Spacewatch               |
| 760545 | 2008 WQ7                 | 24 ottobre 2008   | Spacewatch               |
| 760546 | 2008 WF9                 | 28 ottobre 2008   | Spacewatch               |
| 760547 | 2008 WX12                | 19 novembre 2008  | K. Nishiyama, S. Okumura |
| 760548 | 2008 WN14                | 7 novembre 2008   | Mount Lemmon Survey      |
| 760549 | 2008 WM17                | 2 novembre 2008   | Spacewatch               |
| 760550 | 2008 WV17                | 23 settembre 2008 | Mount Lemmon Survey      |
| 760551 | 2008 WK19                | 17 novembre 2008  | Spacewatch               |
| 760552 | 2008 WM19                | 17 novembre 2008  | Spacewatch               |
| 760553 | 2008 WF27                | 27 ottobre 2008   | Spacewatch               |
| 760554 | 2008 WN30                | 19 novembre 2008  | Mount Lemmon Survey      |
| 760555 | 2008 WD35                | 17 novembre 2008  | Spacewatch               |
| 760556 | 2008 WU37                | 24 ottobre 2008   | Spacewatch               |
| 760557 | 2008 WZ38                | 17 novembre 2008  | Spacewatch               |
| 760558 | 2008 WW42                | 17 novembre 2008  | Spacewatch               |
| 760559 | 2008 WP48                | 22 settembre 2008 | Mount Lemmon Survey      |
| 760560 | 2008 WK50                | 7 novembre 2008   | Mount Lemmon Survey      |
| 760561 | 2008 WV50                | 23 ottobre 2008   | Spacewatch               |
| 760562 | 2008 WU51                | 19 novembre 2008  | Spacewatch               |
| 760563 | 2008 WQ57                | 23 ottobre 2008   | Mount Lemmon Survey      |
| 760564 | 2008 WR74                | 29 ottobre 2008   | Spacewatch               |
| 760565 | 2008 WV74                | 2 ottobre 2008    | Spacewatch               |
| 760566 | 2008 WB78                | 7 novembre 2008   | Mount Lemmon Survey      |
| 760567 | 2008 WH89                | 21 novembre 2008  | Mount Lemmon Survey      |
| 760568 | 2008 WL90                | 22 novembre 2008  | Spacewatch               |
| 760569 | 2008 WG91                | 8 ottobre 2008    | Spacewatch               |
| 760570 | 2008 WP100               | 24 novembre 2008  | Spacewatch               |
| 760571 | 2008 WK106               | 8 novembre 2008   | Spacewatch               |
| 760572 | 2008 WR110               | 30 novembre 2008  | Spacewatch               |
| 760573 | 2008 WE115               | 8 novembre 2008   | Spacewatch               |
| 760574 | 2008 WB120               | 17 novembre 2008  | Spacewatch               |
| 760575 | 2008 WW127               | 21 novembre 2008  | Spacewatch               |
| 760576 | 2008 WJ128               | 19 novembre 2008  | Spacewatch               |
| 760577 | 2008 WU129               | 18 novembre 2008  | Spacewatch               |
| 760578 | 2008 WD131               | 19 novembre 2008  | Spacewatch               |
| 760579 | 2008 WM145               | 24 novembre 2008  | Mount Lemmon Survey      |
| 760580 | 2008 WG147               | 19 novembre 2008  | Spacewatch               |
| 760581 | 2008 WM147               | 21 novembre 2008  | Mount Lemmon Survey      |
| 760582 | 2008 WU149               | 20 novembre 2008  | Mount Lemmon Survey      |
| 760583 | 2008 WS150               | 5 marzo 2000      | D. Wittman               |
| 760584 | 2008 WJ151               | 26 ottobre 2008   | Spacewatch               |
| 760585 | 2008 WK151               | 31 dicembre 2016  | Pan-STARRS               |
| 760586 | 2008 WA152               | 25 settembre 2013 | Mount Lemmon Survey      |
| 760587 | 2008 WB152               | 19 novembre 2008  | Mount Lemmon Survey      |
| 760588 | 2008 WE152               | 21 maggio 2015    | Pan-STARRS               |
| 760589 | 2008 WS152               | 2 novembre 2011   | Spacewatch               |
| 760590 | 2008 WV152               | 17 gennaio 2016   | Pan-STARRS               |
| 760591 | 2008 WC154               | 19 novembre 2008  | Mount Lemmon Survey      |
| 760592 | 2008 WW154               | 13 ottobre 2013   | Spacewatch               |
| 760593 | 2008 WZ154               | 21 novembre 2008  | Mount Lemmon Survey      |
| 760594 | 2008 WH155               | 21 novembre 2008  | Spacewatch               |
| 760595 | 2008 WJ155               | 27 aprile 2017    | Pan-STARRS               |
| 760596 | 2008 WU155               | 9 novembre 2013   | Mount Lemmon Survey      |
| 760597 | 2008 WZ156               | 20 novembre 2008  | Spacewatch               |
| 760598 | 2008 WE157               | 19 novembre 2008  | Spacewatch               |
| 760599 | 2008 WM157               | 30 novembre 2008  | Mount Lemmon Survey      |
| 760600 | 2008 WR158               | 24 novembre 2008  | Mount Lemmon Survey      |

## 760601–760700
| Nome   | Designazione provvisoria | Data di scoperta  | Scopritore          |
| ------ | ------------------------ | ----------------- | ------------------- |
| 760601 | 2008 WT158               | 18 novembre 2008  | Spacewatch          |
| 760602 | 2008 WK160               | 21 novembre 2008  | Spacewatch          |
| 760603 | 2008 WR161               | 21 novembre 2008  | Mount Lemmon Survey |
| 760604 | 2008 WD164               | 20 novembre 2008  | Spacewatch          |
| 760605 | 2008 WA165               | 21 novembre 2008  | Spacewatch          |
| 760606 | 2008 WQ165               | 30 novembre 2008  | Mount Lemmon Survey |
| 760607 | 2008 WQ167               | 27 aprile 2017    | Pan-STARRS          |
| 760608 | 2008 WV167               | 30 novembre 2008  | Spacewatch          |
| 760609 | 2008 WZ167               | 20 novembre 2008  | Mount Lemmon Survey |
| 760610 | 2008 XE8                 | 1 dicembre 2008   | Spacewatch          |
| 760611 | 2008 XB10                | 2 dicembre 2008   | Mount Lemmon Survey |
| 760612 | 2008 XU10                | 1 dicembre 2008   | CSS                 |
| 760613 | 2008 XJ11                | 1 dicembre 2008   | Mount Lemmon Survey |
| 760614 | 2008 XM12                | 2 dicembre 2008   | Mount Lemmon Survey |
| 760615 | 2008 XB25                | 31 ottobre 2008   | Spacewatch          |
| 760616 | 2008 XC33                | 2 dicembre 2008   | Spacewatch          |
| 760617 | 2008 XS33                | 2 dicembre 2008   | Spacewatch          |
| 760618 | 2008 XW34                | 19 novembre 2008  | Spacewatch          |
| 760619 | 2008 XB37                | 2 dicembre 2008   | Spacewatch          |
| 760620 | 2008 XB43                | 2 dicembre 2008   | Mount Lemmon Survey |
| 760621 | 2008 XM43                | 2 dicembre 2008   | Spacewatch          |
| 760622 | 2008 XP45                | 9 novembre 2008   | Spacewatch          |
| 760623 | 2008 XO47                | 3 dicembre 2008   | Spacewatch          |
| 760624 | 2008 XM51                | 28 ottobre 2008   | Spacewatch          |
| 760625 | 2008 XD63                | 31 ottobre 2008   | Spacewatch          |
| 760626 | 2008 XK63                | 2 dicembre 2008   | Mount Lemmon Survey |
| 760627 | 2008 XP63                | 2 dicembre 2008   | Spacewatch          |
| 760628 | 2008 XQ63                | 6 novembre 2013   | Pan-STARRS          |
| 760629 | 2008 XB64                | 24 settembre 2013 | Mount Lemmon Survey |
| 760630 | 2008 XJ64                | 5 ottobre 2013    | Pan-STARRS          |
| 760631 | 2008 XK64                | 20 agosto 2015    | Spacewatch          |
| 760632 | 2008 XT64                | 24 gennaio 2015   | Pan-STARRS          |
| 760633 | 2008 XX64                | 13 aprile 2011    | Spacewatch          |
| 760634 | 2008 XH65                | 2 dicembre 2008   | Spacewatch          |
| 760635 | 2008 XJ65                | 26 gennaio 2015   | Pan-STARRS          |
| 760636 | 2008 XL65                | 2 dicembre 2008   | Spacewatch          |
| 760637 | 2008 XN65                | 13 luglio 2018    | Pan-STARRS          |
| 760638 | 2008 XA66                | 4 dicembre 2008   | Spacewatch          |
| 760639 | 2008 XE66                | 1 dicembre 2008   | Mount Lemmon Survey |
| 760640 | 2008 XT66                | 1 dicembre 2008   | Spacewatch          |
| 760641 | 2008 XN67                | 4 dicembre 2008   | Spacewatch          |
| 760642 | 2008 XV67                | 4 dicembre 2008   | Spacewatch          |
| 760643 | 2008 XD68                | 3 dicembre 2008   | Mount Lemmon Survey |
| 760644 | 2008 XH68                | 1 dicembre 2008   | Spacewatch          |
| 760645 | 2008 XJ69                | 3 dicembre 2008   | Spacewatch          |
| 760646 | 2008 YU1                 | 21 dicembre 2008  | CSS                 |
| 760647 | 2008 YO16                | 21 dicembre 2008  | Mount Lemmon Survey |
| 760648 | 2008 YP45                | 29 dicembre 2008  | Mount Lemmon Survey |
| 760649 | 2008 YQ47                | 20 novembre 2008  | Mount Lemmon Survey |
| 760650 | 2008 YN48                | 29 dicembre 2008  | Mount Lemmon Survey |
| 760651 | 2008 YM52                | 29 dicembre 2008  | Mount Lemmon Survey |
| 760652 | 2008 YP55                | 29 dicembre 2008  | Spacewatch          |
| 760653 | 2008 YS56                | 22 dicembre 2008  | Spacewatch          |
| 760654 | 2008 YA58                | 30 dicembre 2008  | Spacewatch          |
| 760655 | 2008 YL59                | 22 dicembre 2008  | Spacewatch          |
| 760656 | 2008 YM61                | 30 dicembre 2008  | Mount Lemmon Survey |
| 760657 | 2008 YH64                | 30 dicembre 2008  | Mount Lemmon Survey |
| 760658 | 2008 YZ64                | 30 dicembre 2008  | Mount Lemmon Survey |
| 760659 | 2008 YP65                | 30 dicembre 2008  | Spacewatch          |
| 760660 | 2008 YH67                | 30 dicembre 2008  | Mount Lemmon Survey |
| 760661 | 2008 YQ70                | 29 dicembre 2008  | Mount Lemmon Survey |
| 760662 | 2008 YN71                | 24 aprile 2006    | Spacewatch          |
| 760663 | 2008 YY72                | 6 dicembre 2008   | Spacewatch          |
| 760664 | 2008 YK73                | 30 dicembre 2008  | Spacewatch          |
| 760665 | 2008 YD78                | 30 dicembre 2008  | Mount Lemmon Survey |
| 760666 | 2008 YW78                | 22 dicembre 2008  | Mount Lemmon Survey |
| 760667 | 2008 YP79                | 30 dicembre 2008  | Mount Lemmon Survey |
| 760668 | 2008 YC82                | 20 ottobre 2007   | Mount Lemmon Survey |
| 760669 | 2008 YU82                | 31 dicembre 2008  | Spacewatch          |
| 760670 | 2008 YL86                | 29 dicembre 2008  | Spacewatch          |
| 760671 | 2008 YY87                | 29 dicembre 2008  | Spacewatch          |
| 760672 | 2008 YF89                | 29 dicembre 2008  | Spacewatch          |
| 760673 | 2008 YJ89                | 4 dicembre 2008   | Mount Lemmon Survey |
| 760674 | 2008 YQ102               | 21 dicembre 2008  | Mount Lemmon Survey |
| 760675 | 2008 YH103               | 29 dicembre 2008  | Spacewatch          |
| 760676 | 2008 YO112               | 31 dicembre 2008  | Spacewatch          |
| 760677 | 2008 YU112               | 31 dicembre 2008  | Spacewatch          |
| 760678 | 2008 YB113               | 31 dicembre 2008  | Spacewatch          |
| 760679 | 2008 YF114               | 29 dicembre 2008  | Spacewatch          |
| 760680 | 2008 YD116               | 21 dicembre 2008  | Mount Lemmon Survey |
| 760681 | 2008 YQ116               | 21 dicembre 2008  | Mount Lemmon Survey |
| 760682 | 2008 YZ120               | 30 dicembre 2008  | Spacewatch          |
| 760683 | 2008 YC121               | 30 dicembre 2008  | Spacewatch          |
| 760684 | 2008 YR132               | 31 dicembre 2008  | Spacewatch          |
| 760685 | 2008 YK137               | 11 settembre 2007 | Mount Lemmon Survey |
| 760686 | 2008 YX137               | 22 dicembre 2008  | Spacewatch          |
| 760687 | 2008 YC139               | 22 dicembre 2008  | Mount Lemmon Survey |
| 760688 | 2008 YY140               | 30 dicembre 2008  | Mount Lemmon Survey |
| 760689 | 2008 YE142               | 30 dicembre 2008  | Spacewatch          |
| 760690 | 2008 YF142               | 30 dicembre 2008  | Spacewatch          |
| 760691 | 2008 YA145               | 30 dicembre 2008  | Spacewatch          |
| 760692 | 2008 YP145               | 30 dicembre 2008  | Spacewatch          |
| 760693 | 2008 YM151               | 22 dicembre 2008  | Spacewatch          |
| 760694 | 2008 YV152               | 30 dicembre 2008  | Spacewatch          |
| 760695 | 2008 YW153               | 21 dicembre 2008  | Mount Lemmon Survey |
| 760696 | 2008 YV154               | 22 dicembre 2008  | Mount Lemmon Survey |
| 760697 | 2008 YH155               | 22 dicembre 2008  | Spacewatch          |
| 760698 | 2008 YN156               | 30 dicembre 2008  | Mount Lemmon Survey |
| 760699 | 2008 YM164               | 22 dicembre 2008  | Spacewatch          |
| 760700 | 2008 YG175               | 9 ottobre 2007    | Mount Lemmon Survey |

## 760701–760800
| Nome   | Designazione provvisoria | Data di scoperta  | Scopritore          |
| ------ | ------------------------ | ----------------- | ------------------- |
| 760701 | 2008 YK180               | 29 novembre 2014  | Mount Lemmon Survey |
| 760702 | 2008 YU180               | 22 dicembre 2008  | Spacewatch          |
| 760703 | 2008 YE182               | 29 dicembre 2008  | Mount Lemmon Survey |
| 760704 | 2008 YJ183               | 13 ottobre 2013   | Mount Lemmon Survey |
| 760705 | 2008 YO183               | 3 dicembre 2008   | Mount Lemmon Survey |
| 760706 | 2008 YP183               | 20 gennaio 2015   | Pan-STARRS          |
| 760707 | 2008 YE184               | 29 dicembre 2008  | Spacewatch          |
| 760708 | 2008 YN184               | 23 dicembre 2012  | Pan-STARRS          |
| 760709 | 2008 YQ184               | 13 giugno 2015    | Pan-STARRS          |
| 760710 | 2008 YX184               | 22 dicembre 2008  | Spacewatch          |
| 760711 | 2008 YL185               | 18 giugno 2010    | Mount Lemmon Survey |
| 760712 | 2008 YN185               | 22 dicembre 2008  | Mount Lemmon Survey |
| 760713 | 2008 YU185               | 21 dicembre 2008  | Spacewatch          |
| 760714 | 2008 YM186               | 29 dicembre 2008  | Mount Lemmon Survey |
| 760715 | 2008 YN187               | 29 dicembre 2008  | Mount Lemmon Survey |
| 760716 | 2008 YF188               | 30 dicembre 2008  | Spacewatch          |
| 760717 | 2008 YJ188               | 30 dicembre 2008  | Mount Lemmon Survey |
| 760718 | 2008 YO188               | 30 dicembre 2008  | Spacewatch          |
| 760719 | 2008 YA189               | 30 dicembre 2008  | Mount Lemmon Survey |
| 760720 | 2008 YO189               | 22 dicembre 2008  | Spacewatch          |
| 760721 | 2008 YB190               | 31 dicembre 2008  | Spacewatch          |
| 760722 | 2008 YO190               | 31 dicembre 2008  | Spacewatch          |
| 760723 | 2008 YO191               | 22 dicembre 2008  | Mount Lemmon Survey |
| 760724 | 2008 YL193               | 22 dicembre 2008  | Spacewatch          |
| 760725 | 2008 YM193               | 31 dicembre 2008  | Mount Lemmon Survey |
| 760726 | 2008 YQ193               | 22 dicembre 2008  | Spacewatch          |
| 760727 | 2008 YU193               | 21 dicembre 2008  | Spacewatch          |
| 760728 | 2008 YJ194               | 31 dicembre 2008  | Spacewatch          |
| 760729 | 2008 YD195               | 31 dicembre 2008  | Spacewatch          |
| 760730 | 2008 YR195               | 30 dicembre 2008  | Spacewatch          |
| 760731 | 2008 YE196               | 22 dicembre 2008  | Spacewatch          |
| 760732 | 2008 YF197               | 31 dicembre 2008  | Spacewatch          |
| 760733 | 2008 YP197               | 21 dicembre 2008  | Spacewatch          |
| 760734 | 2008 YH198               | 21 dicembre 2008  | Spacewatch          |
| 760735 | 2009 AA10                | 2 gennaio 2009    | Mount Lemmon Survey |
| 760736 | 2009 AS11                | 22 dicembre 2008  | Spacewatch          |
| 760737 | 2009 AB18                | 22 dicembre 2008  | Spacewatch          |
| 760738 | 2009 AB20                | 2 gennaio 2009    | Mount Lemmon Survey |
| 760739 | 2009 AJ20                | 22 dicembre 2008  | Spacewatch          |
| 760740 | 2009 AJ21                | 24 novembre 2008  | Spacewatch          |
| 760741 | 2009 AW21                | 3 gennaio 2009    | Spacewatch          |
| 760742 | 2009 AK25                | 2 gennaio 2009    | Spacewatch          |
| 760743 | 2009 AU29                | 24 novembre 2008  | Mount Lemmon Survey |
| 760744 | 2009 AO34                | 3 gennaio 2009    | Spacewatch          |
| 760745 | 2009 AE36                | 15 gennaio 2009   | Spacewatch          |
| 760746 | 2009 AK38                | 15 gennaio 2009   | Spacewatch          |
| 760747 | 2009 AU38                | 15 gennaio 2009   | Spacewatch          |
| 760748 | 2009 AQ43                | 21 settembre 2003 | Spacewatch          |
| 760749 | 2009 AC46                | 2 gennaio 2009    | Mount Lemmon Survey |
| 760750 | 2009 AJ46                | 15 gennaio 2009   | Spacewatch          |
| 760751 | 2009 AU46                | 22 dicembre 2008  | Mount Lemmon Survey |
| 760752 | 2009 AZ51                | 1 gennaio 2009    | Spacewatch          |
| 760753 | 2009 AJ52                | 2 gennaio 2009    | Spacewatch          |
| 760754 | 2009 AS53                | 9 novembre 2013   | Pan-STARRS          |
| 760755 | 2009 AO54                | 15 gennaio 2009   | Spacewatch          |
| 760756 | 2009 AU54                | 3 maggio 2016     | Pan-STARRS          |
| 760757 | 2009 AV54                | 10 ottobre 2012   | Mount Lemmon Survey |
| 760758 | 2009 AL56                | 6 marzo 2016      | Pan-STARRS          |
| 760759 | 2009 AF57                | 1 gennaio 2009    | Spacewatch          |
| 760760 | 2009 AT57                | 24 agosto 2012    | Spacewatch          |
| 760761 | 2009 AV57                | 2 gennaio 2009    | Spacewatch          |
| 760762 | 2009 AO58                | 12 novembre 2013  | Spacewatch          |
| 760763 | 2009 AQ58                | 3 gennaio 2009    | Spacewatch          |
| 760764 | 2009 AX58                | 15 gennaio 2009   | Spacewatch          |
| 760765 | 2009 AB59                | 2 gennaio 2009    | Mount Lemmon Survey |
| 760766 | 2009 AR59                | 2 gennaio 2009    | Spacewatch          |
| 760767 | 2009 AS59                | 2 gennaio 2009    | Mount Lemmon Survey |
| 760768 | 2009 AE60                | 3 gennaio 2009    | Spacewatch          |
| 760769 | 2009 AW60                | 2 gennaio 2009    | Mount Lemmon Survey |
| 760770 | 2009 AZ61                | 2 gennaio 2009    | Mount Lemmon Survey |
| 760771 | 2009 AT62                | 2 gennaio 2009    | Spacewatch          |
| 760772 | 2009 AE63                | 1 gennaio 2009    | Spacewatch          |
| 760773 | 2009 AL63                | 3 gennaio 2009    | Spacewatch          |
| 760774 | 2009 AM63                | 2 gennaio 2009    | Mount Lemmon Survey |
| 760775 | 2009 AS63                | 2 gennaio 2009    | Spacewatch          |
| 760776 | 2009 AU63                | 1 gennaio 2009    | Spacewatch          |
| 760777 | 2009 AC64                | 1 gennaio 2009    | Spacewatch          |
| 760778 | 2009 AQ64                | 1 gennaio 2009    | Spacewatch          |
| 760779 | 2009 AH65                | 1 gennaio 2009    | Spacewatch          |
| 760780 | 2009 AF66                | 1 gennaio 2009    | Mount Lemmon Survey |
| 760781 | 2009 BF1                 | 17 gennaio 2009   | F. Hormuth          |
| 760782 | 2009 BK16                | 16 gennaio 2009   | Mount Lemmon Survey |
| 760783 | 2009 BG20                | 2 gennaio 2009    | Spacewatch          |
| 760784 | 2009 BM21                | 22 dicembre 2008  | Mount Lemmon Survey |
| 760785 | 2009 BB25                | 18 gennaio 2009   | Spacewatch          |
| 760786 | 2009 BP25                | 16 gennaio 2009   | Spacewatch          |
| 760787 | 2009 BT27                | 31 dicembre 2008  | Mount Lemmon Survey |
| 760788 | 2009 BE36                | 16 gennaio 2009   | Spacewatch          |
| 760789 | 2009 BU55                | 17 gennaio 2009   | Spacewatch          |
| 760790 | 2009 BS57                | 29 dicembre 2008  | Mount Lemmon Survey |
| 760791 | 2009 BR61                | 18 gennaio 2009   | Spacewatch          |
| 760792 | 2009 BQ62                | 24 ottobre 2003   | SDSS Collaboration  |
| 760793 | 2009 BW62                | 20 gennaio 2009   | Spacewatch          |
| 760794 | 2009 BG66                | 20 gennaio 2009   | Spacewatch          |
| 760795 | 2009 BE72                | 18 gennaio 2009   | Spacewatch          |
| 760796 | 2009 BU73                | 3 dicembre 2008   | Mount Lemmon Survey |
| 760797 | 2009 BF76                | 26 gennaio 2009   | CSS                 |
| 760798 | 2009 BT84                | 25 gennaio 2009   | Spacewatch          |
| 760799 | 2009 BY87                | 15 gennaio 2009   | Spacewatch          |
| 760800 | 2009 BO93                | 25 gennaio 2009   | Spacewatch          |

## 760801–760900
| Nome   | Designazione provvisoria | Data di scoperta  | Scopritore                   |
| ------ | ------------------------ | ----------------- | ---------------------------- |
| 760801 | 2009 BC100               | 29 gennaio 2009   | Spacewatch                   |
| 760802 | 2009 BZ102               | 30 gennaio 2009   | Mount Lemmon Survey          |
| 760803 | 2009 BB103               | 30 gennaio 2009   | Mount Lemmon Survey          |
| 760804 | 2009 BK103               | 3 gennaio 2009    | Mount Lemmon Survey          |
| 760805 | 2009 BP107               | 18 febbraio 2005  | A. Boattini                  |
| 760806 | 2009 BG112               | 15 gennaio 2009   | Spacewatch                   |
| 760807 | 2009 BN114               | 1 gennaio 2009    | Mount Lemmon Survey          |
| 760808 | 2009 BE116               | 31 dicembre 2008  | Spacewatch                   |
| 760809 | 2009 BH116               | 29 gennaio 2009   | Spacewatch                   |
| 760810 | 2009 BR116               | 29 gennaio 2009   | Spacewatch                   |
| 760811 | 2009 BO117               | 29 gennaio 2009   | Mount Lemmon Survey          |
| 760812 | 2009 BL120               | 2 gennaio 2009    | Spacewatch                   |
| 760813 | 2009 BW124               | 16 gennaio 2009   | Spacewatch                   |
| 760814 | 2009 BU125               | 15 gennaio 2009   | Spacewatch                   |
| 760815 | 2009 BL133               | 22 dicembre 2008  | Spacewatch                   |
| 760816 | 2009 BE138               | 29 gennaio 2009   | Spacewatch                   |
| 760817 | 2009 BC139               | 29 gennaio 2009   | Spacewatch                   |
| 760818 | 2009 BR139               | 11 marzo 2005     | Mount Lemmon Survey          |
| 760819 | 2009 BB144               | 20 gennaio 2009   | Spacewatch                   |
| 760820 | 2009 BW145               | 20 gennaio 2009   | Spacewatch                   |
| 760821 | 2009 BB153               | 31 gennaio 2009   | Spacewatch                   |
| 760822 | 2009 BQ153               | 31 gennaio 2009   | Spacewatch                   |
| 760823 | 2009 BU157               | 31 gennaio 2009   | Spacewatch                   |
| 760824 | 2009 BR160               | 31 gennaio 2009   | Mount Lemmon Survey          |
| 760825 | 2009 BK162               | 30 gennaio 2009   | Spacewatch                   |
| 760826 | 2009 BK164               | 20 gennaio 2009   | Spacewatch                   |
| 760827 | 2009 BY169               | 18 gennaio 2009   | Spacewatch                   |
| 760828 | 2009 BW170               | 16 gennaio 2009   | Mount Lemmon Survey          |
| 760829 | 2009 BL172               | 18 gennaio 2009   | Mount Lemmon Survey          |
| 760830 | 2009 BQ173               | 20 gennaio 2009   | Spacewatch                   |
| 760831 | 2009 BC174               | 25 gennaio 2009   | Spacewatch                   |
| 760832 | 2009 BQ187               | 31 gennaio 2009   | Mount Lemmon Survey          |
| 760833 | 2009 BF189               | 16 gennaio 2009   | Spacewatch                   |
| 760834 | 2009 BT194               | 23 ottobre 2012   | Mount Lemmon Survey          |
| 760835 | 2009 BY194               | 20 gennaio 2009   | Spacewatch                   |
| 760836 | 2009 BS195               | 17 agosto 2012    | Pan-STARRS                   |
| 760837 | 2009 BH196               | 3 ottobre 2014    | Mount Lemmon Survey          |
| 760838 | 2009 BT196               | 2 agosto 2016     | Pan-STARRS                   |
| 760839 | 2009 BH197               | 11 aprile 2016    | Pan-STARRS                   |
| 760840 | 2009 BL197               | 18 febbraio 2015  | Mount Lemmon Survey          |
| 760841 | 2009 BF198               | 16 gennaio 2009   | Spacewatch                   |
| 760842 | 2009 BV199               | 12 settembre 2007 | Mount Lemmon Survey          |
| 760843 | 2009 BR200               | 30 gennaio 2009   | Mount Lemmon Survey          |
| 760844 | 2009 BW200               | 20 gennaio 2009   | Mount Lemmon Survey          |
| 760845 | 2009 BY200               | 20 gennaio 2009   | Mount Lemmon Survey          |
| 760846 | 2009 BM201               | 18 gennaio 2009   | Spacewatch                   |
| 760847 | 2009 BW201               | 31 gennaio 2009   | Spacewatch                   |
| 760848 | 2009 BK202               | 16 gennaio 2009   | Mount Lemmon Survey          |
| 760849 | 2009 BO202               | 1 agosto 2017     | Pan-STARRS                   |
| 760850 | 2009 BK203               | 25 gennaio 2015   | Pan-STARRS                   |
| 760851 | 2009 BY203               | 29 gennaio 2009   | Spacewatch                   |
| 760852 | 2009 BE204               | 31 gennaio 2009   | Mount Lemmon Survey          |
| 760853 | 2009 BH204               | 9 novembre 2013   | Pan-STARRS                   |
| 760854 | 2009 BS204               | 3 agosto 2016     | Pan-STARRS                   |
| 760855 | 2009 BB205               | 20 gennaio 2009   | Spacewatch                   |
| 760856 | 2009 BK205               | 31 gennaio 2009   | Spacewatch                   |
| 760857 | 2009 BB206               | 18 gennaio 2009   | Spacewatch                   |
| 760858 | 2009 BC206               | 29 gennaio 2009   | Spacewatch                   |
| 760859 | 2009 BE206               | 17 gennaio 2009   | Mount Lemmon Survey          |
| 760860 | 2009 BK206               | 18 gennaio 2009   | Spacewatch                   |
| 760861 | 2009 BP206               | 16 gennaio 2009   | Mount Lemmon Survey          |
| 760862 | 2009 BL207               | 29 gennaio 2009   | Spacewatch                   |
| 760863 | 2009 BA208               | 29 gennaio 2009   | Spacewatch                   |
| 760864 | 2009 BM208               | 31 gennaio 2009   | Mount Lemmon Survey          |
| 760865 | 2009 BA210               | 31 gennaio 2009   | Spacewatch                   |
| 760866 | 2009 BC210               | 25 gennaio 2009   | Spacewatch                   |
| 760867 | 2009 BM210               | 24 giugno 2017    | Pan-STARRS                   |
| 760868 | 2009 BO211               | 16 gennaio 2009   | Spacewatch                   |
| 760869 | 2009 BS211               | 20 gennaio 2009   | Spacewatch                   |
| 760870 | 2009 BR215               | 12 ottobre 2007   | Mount Lemmon Survey          |
| 760871 | 2009 BX215               | 20 gennaio 2009   | Spacewatch                   |
| 760872 | 2009 BR216               | 31 gennaio 2009   | Spacewatch                   |
| 760873 | 2009 BN217               | 20 gennaio 2009   | Mount Lemmon Survey          |
| 760874 | 2009 BD218               | 30 gennaio 2009   | Mount Lemmon Survey          |
| 760875 | 2009 CV13                | 2 febbraio 2009   | Mount Lemmon Survey          |
| 760876 | 2009 CB14                | 10 maggio 2005    | Spacewatch                   |
| 760877 | 2009 CU19                | 1 gennaio 2009    | Spacewatch                   |
| 760878 | 2009 CT20                | 1 febbraio 2009   | Spacewatch                   |
| 760879 | 2009 CD21                | 18 settembre 2003 | Spacewatch                   |
| 760880 | 2009 CE22                | 1 febbraio 2009   | Spacewatch                   |
| 760881 | 2009 CY23                | 17 gennaio 2009   | Mount Lemmon Survey          |
| 760882 | 2009 CB28                | 17 gennaio 2009   | Spacewatch                   |
| 760883 | 2009 CH28                | 1 febbraio 2009   | Spacewatch                   |
| 760884 | 2009 CX29                | 1 febbraio 2009   | Spacewatch                   |
| 760885 | 2009 CK35                | 2 febbraio 2009   | Mount Lemmon Survey          |
| 760886 | 2009 CE41                | 3 febbraio 2009   | Spacewatch                   |
| 760887 | 2009 CP42                | 2 gennaio 2009    | Spacewatch                   |
| 760888 | 2009 CY42                | 30 dicembre 2008  | Spacewatch                   |
| 760889 | 2009 CA46                | 17 gennaio 2009   | Mount Lemmon Survey          |
| 760890 | 2009 CL46                | 2 gennaio 2009    | Spacewatch                   |
| 760891 | 2009 CB53                | 25 gennaio 2009   | Spacewatch                   |
| 760892 | 2009 CW53                | 14 febbraio 2009  | CSS                          |
| 760893 | 2009 CW55                | 1 febbraio 2009   | Spacewatch                   |
| 760894 | 2009 CP60                | 4 febbraio 2009   | Mount Lemmon Survey          |
| 760895 | 2009 CU60                | 15 ottobre 2007   | Spacewatch                   |
| 760896 | 2009 CZ63                | 1 febbraio 2009   | Spacewatch                   |
| 760897 | 2009 CH68                | 6 novembre 2012   | M. Schwartz, P. R. Holvorcem |
| 760898 | 2009 CV69                | 10 aprile 2014    | Pan-STARRS                   |
| 760899 | 2009 CJ70                | 15 giugno 2015    | Pan-STARRS                   |
| 760900 | 2009 CV70                | 4 febbraio 2009   | Mount Lemmon Survey          |

## 760901–761000
| Nome   | Designazione provvisoria | Data di scoperta  | Scopritore                  |
| ------ | ------------------------ | ----------------- | --------------------------- |
| 760901 | 2009 CV71                | 1 gennaio 2009    | Spacewatch                  |
| 760902 | 2009 CA72                | 24 settembre 2012 | Spacewatch                  |
| 760903 | 2009 CG72                | 22 dicembre 2008  | Spacewatch                  |
| 760904 | 2009 CL72                | 1 agosto 2016     | Pan-STARRS                  |
| 760905 | 2009 CP72                | 18 gennaio 2013   | Spacewatch                  |
| 760906 | 2009 CQ72                | 3 febbraio 2009   | Spacewatch                  |
| 760907 | 2009 CS72                | 19 marzo 2015     | M. Altmann, T. Prusti       |
| 760908 | 2009 CV72                | 14 febbraio 2009  | Spacewatch                  |
| 760909 | 2009 CD73                | 1 febbraio 2009   | Spacewatch                  |
| 760910 | 2009 CG74                | 18 febbraio 2015  | L. H. Wasserman, M. W. Buie |
| 760911 | 2009 CK74                | 3 novembre 2014   | Mount Lemmon Survey         |
| 760912 | 2009 CO74                | 25 giugno 2017    | Pan-STARRS                  |
| 760913 | 2009 CK75                | 13 febbraio 2009  | Spacewatch                  |
| 760914 | 2009 CD76                | 3 febbraio 2009   | Spacewatch                  |
| 760915 | 2009 CQ76                | 17 gennaio 2009   | Spacewatch                  |
| 760916 | 2009 CD77                | 4 febbraio 2009   | Spacewatch                  |
| 760917 | 2009 CT77                | 1 febbraio 2009   | Spacewatch                  |
| 760918 | 2009 CB78                | 3 febbraio 2009   | Spacewatch                  |
| 760919 | 2009 CP78                | 3 febbraio 2009   | Mount Lemmon Survey         |
| 760920 | 2009 CS78                | 1 febbraio 2009   | Spacewatch                  |
| 760921 | 2009 CC79                | 1 febbraio 2009   | Mount Lemmon Survey         |
| 760922 | 2009 DQ                  | 17 febbraio 2009  | R. Apitzsch                 |
| 760923 | 2009 DB15                | 19 gennaio 2009   | CSS                         |
| 760924 | 2009 DT20                | 18 gennaio 2009   | Spacewatch                  |
| 760925 | 2009 DC23                | 8 ottobre 2007    | Mount Lemmon Survey         |
| 760926 | 2009 DG23                | 19 febbraio 2009  | Spacewatch                  |
| 760927 | 2009 DK25                | 31 dicembre 2008  | Mount Lemmon Survey         |
| 760928 | 2009 DU27                | 4 febbraio 2009   | Mount Lemmon Survey         |
| 760929 | 2009 DA29                | 23 febbraio 2009  | F. Hormuth                  |
| 760930 | 2009 DH38                | 24 febbraio 2009  | F. Hormuth                  |
| 760931 | 2009 DV51                | 15 gennaio 2009   | Spacewatch                  |
| 760932 | 2009 DC52                | 3 febbraio 2009   | Spacewatch                  |
| 760933 | 2009 DS54                | 31 gennaio 2009   | Spacewatch                  |
| 760934 | 2009 DT55                | 22 febbraio 2009  | Spacewatch                  |
| 760935 | 2009 DM66                | 24 febbraio 2009  | Mount Lemmon Survey         |
| 760936 | 2009 DQ70                | 26 febbraio 2009  | Mount Lemmon Survey         |
| 760937 | 2009 DB73                | 25 febbraio 2009  | F. Hormuth                  |
| 760938 | 2009 DO86                | 19 febbraio 2009  | Spacewatch                  |
| 760939 | 2009 DN89                | 30 gennaio 2009   | Mount Lemmon Survey         |
| 760940 | 2009 DD91                | 24 settembre 2007 | Spacewatch                  |
| 760941 | 2009 DK95                | 29 gennaio 2009   | CSS                         |
| 760942 | 2009 DX97                | 26 febbraio 2009  | Spacewatch                  |
| 760943 | 2009 DB101               | 26 febbraio 2009  | Spacewatch                  |
| 760944 | 2009 DA104               | 26 febbraio 2009  | Mount Lemmon Survey         |
| 760945 | 2009 DT104               | 26 febbraio 2009  | Spacewatch                  |
| 760946 | 2009 DX105               | 26 febbraio 2009  | Spacewatch                  |
| 760947 | 2009 DT120               | 27 febbraio 2009  | Spacewatch                  |
| 760948 | 2009 DO121               | 27 febbraio 2009  | Spacewatch                  |
| 760949 | 2009 DP124               | 19 febbraio 2009  | Spacewatch                  |
| 760950 | 2009 DQ124               | 19 febbraio 2009  | Spacewatch                  |
| 760951 | 2009 DM131               | 19 febbraio 2009  | Spacewatch                  |
| 760952 | 2009 DJ145               | 20 febbraio 2009  | Spacewatch                  |
| 760953 | 2009 DA146               | 17 marzo 2015     | Pan-STARRS                  |
| 760954 | 2009 DJ147               | 19 febbraio 2009  | Mount Lemmon Survey         |
| 760955 | 2009 DY147               | 1 febbraio 2017   | Pan-STARRS                  |
| 760956 | 2009 DN150               | 25 febbraio 2015  | Pan-STARRS                  |
| 760957 | 2009 DA151               | 20 febbraio 2009  | Spacewatch                  |
| 760958 | 2009 DQ151               | 18 maggio 2013    | Mount Lemmon Survey         |
| 760959 | 2009 DW152               | 20 febbraio 2009  | Spacewatch                  |
| 760960 | 2009 DX152               | 19 febbraio 2009  | Spacewatch                  |
| 760961 | 2009 DB153               | 20 febbraio 2009  | Spacewatch                  |
| 760962 | 2009 DO153               | 19 febbraio 2009  | Spacewatch                  |
| 760963 | 2009 DW153               | 19 febbraio 2009  | Spacewatch                  |
| 760964 | 2009 DZ153               | 20 febbraio 2009  | Mount Lemmon Survey         |
| 760965 | 2009 DA154               | 22 febbraio 2009  | Spacewatch                  |
| 760966 | 2009 DF154               | 19 febbraio 2009  | Spacewatch                  |
| 760967 | 2009 DO154               | 19 febbraio 2009  | Spacewatch                  |
| 760968 | 2009 DE155               | 24 febbraio 2009  | Mount Lemmon Survey         |
| 760969 | 2009 DR155               | 20 febbraio 2009  | Spacewatch                  |
| 760970 | 2009 DA156               | 27 febbraio 2009  | Mount Lemmon Survey         |
| 760971 | 2009 DP156               | 22 febbraio 2009  | Spacewatch                  |
| 760972 | 2009 DQ156               | 27 febbraio 2009  | Spacewatch                  |
| 760973 | 2009 DO157               | 28 febbraio 2009  | Spacewatch                  |
| 760974 | 2009 DU158               | 20 febbraio 2009  | Spacewatch                  |
| 760975 | 2009 DO159               | 28 febbraio 2009  | Mount Lemmon Survey         |
| 760976 | 2009 DW163               | 20 febbraio 2009  | Spacewatch                  |
| 760977 | 2009 DE165               | 28 febbraio 2009  | Spacewatch                  |
| 760978 | 2009 ED2                 | 1 marzo 2009      | Spacewatch                  |
| 760979 | 2009 EY7                 | 2 marzo 2009      | Mount Lemmon Survey         |
| 760980 | 2009 ER8                 | 29 gennaio 2009   | Mount Lemmon Survey         |
| 760981 | 2009 ED10                | 1 febbraio 2009   | Spacewatch                  |
| 760982 | 2009 EK11                | 2 marzo 2009      | Mount Lemmon Survey         |
| 760983 | 2009 EF13                | 15 marzo 2009     | Mount Lemmon Survey         |
| 760984 | 2009 EC24                | 20 febbraio 2009  | Spacewatch                  |
| 760985 | 2009 EH24                | 1 marzo 2009      | Spacewatch                  |
| 760986 | 2009 EE28                | 1 marzo 2009      | Spacewatch                  |
| 760987 | 2009 EW29                | 7 marzo 2009      | Mount Lemmon Survey         |
| 760988 | 2009 EH32                | 25 gennaio 2014   | Pan-STARRS                  |
| 760989 | 2009 EU32                | 1 marzo 2009      | Mount Lemmon Survey         |
| 760990 | 2009 EX33                | 1 marzo 2009      | Mount Lemmon Survey         |
| 760991 | 2009 EG34                | 4 aprile 2014     | Pan-STARRS                  |
| 760992 | 2009 EP34                | 15 ottobre 2015   | Pan-STARRS                  |
| 760993 | 2009 EO35                | 2 marzo 2009      | Mount Lemmon Survey         |
| 760994 | 2009 ER35                | 14 marzo 2013     | Spacewatch                  |
| 760995 | 2009 EZ35                | 1 marzo 2009      | Mount Lemmon Survey         |
| 760996 | 2009 EC37                | 6 maggio 2014     | Pan-STARRS                  |
| 760997 | 2009 EE37                | 7 maggio 2014     | Pan-STARRS                  |
| 760998 | 2009 EF37                | 29 settembre 2011 | Mount Lemmon Survey         |
| 760999 | 2009 EF38                | 26 luglio 2017    | Pan-STARRS                  |
| 761000 | 2009 EP38                | 23 luglio 2015    | Pan-STARRS                  |